# ミネソタ州知事の一覧
ミネソタ州知事（Governor of Minnesota）は、アメリカ合衆国のミネソタ州の州知事である。以下の一覧では、ミネソタ準州時代の知事も記載する。

## 一覧

### 準州知事
| # | 氏名                     | 就任          | 退任          | 政党       | 任命者                 |
| - | ------------------------ | ------------- | ------------- | ---------- | ---------------------- |
| 1 | アレクサンダー・ラムジー | 1849年6月1日  | 1853年5月15日 | ホイッグ党 | ザカリー・テイラー     |
| 2 | ウィリス・ゴーマン       | 1853年5月15日 | 1857年4月23日 | 民主党     | フランクリン・ピアース |
| 3 | サミュエル・メダリー     | 1857年4月23日 | 1858年5月24日 | 民主党     | ジェームズ・ブキャナン |

### 州知事
| #  | 氏名                         | 就任           | 退任           | 政党                   | 副知事                                                             |
| -- | ---------------------------- | -------------- | -------------- | ---------------------- | ------------------------------------------------------------------ |
| 1  | ヘンリー・シブリー           | 1858年5月24日  | 1860年1月2日   | 民主党                 | ウィリアム・ホルコム                                               |
| 2  | アレクサンダー・ラムジー     | 1860年1月2日   | 1863年7月10日  | 共和党                 | イグナチオ・ドネリー ヘンリー・スウィフト                          |
| 3  | ヘンリー・スウィフト         | 1863年7月10日  | 1864年1月11日  | 共和党                 | 空席                                                               |
| 4  | スティーヴン・ミラー         | 1864年1月11日  | 1866年1月8日   | 共和党                 | チャールズ・シャーウッド                                           |
| 5  | ウィリアム・R・マーシャル    | 1866年1月8日   | 1870年1月9日   | 共和党                 | トーマス・アームストロング                                         |
| 6  | ホレイス・オースティン       | 1870年1月9日   | 1874年1月7日   | 共和党                 | ウィリアム・エール                                                 |
| 7  | カッシュマン・デイヴィス     | 1874年1月7日   | 1876年1月7日   | 共和党                 | アルフォンソ・バート                                               |
| 8  | ジョン・ピルズベリー         | 1876年1月7日   | 1882年1月10日  | 共和党                 | ジェームズ・ウェイクフィールド チャールズ・ギルマン                |
| 9  | ルシアス・ハバード           | 1882年1月10日  | 1887年1月5日   | 共和党                 | チャールズ・ギルマン                                               |
| 10 | アンドルー・マギル           | 1887年1月5日   | 1889年1月9日   | 共和党                 | アルバート・ライス                                                 |
| 11 | ウィリアム・メリアム         | 1889年1月4日   | 1893年1月9日   | 共和党                 | アルバート・ライス ギデオン・アイヴス                              |
| 12 | ヌート・ネルソン             | 1893年1月4日   | 1895年1月31日  | 共和党                 | デイヴィッド・クラフ                                               |
| 13 | デイヴィッド・クラフ         | 1895年1月31日  | 1899年1月2日   | 共和党                 | フランク・デイ ジョン・ギブス                                      |
| 14 | ジョン・リンド               | 1899年1月2日   | 1901年1月7日   | 民主党                 | リンドン・スミス                                                   |
| 15 | サミュエル・ヴァン・サント   | 1901年1月7日   | 1905年1月4日   | 共和党                 | リンドン・スミス レイ・ジョーンズ                                  |
| 16 | ジョン・A・ジョンソン        | 1905年1月4日   | 1909年9月21日  | 民主党                 | レイ・ジョーンズ アドルフ・エバーハート                            |
| 17 | アドルフ・エバーハート       | 1909年9月21日  | 1915年1月5日   | 共和党                 | エドワード・スミス サミュエル・ゴードン ジョーゼフ・バーンクイスト |
| 18 | ウィンフィールド・ハモンド   | 1915年1月5日   | 1915年12月30日 | 民主党                 | ジョーゼフ・バーンクイスト                                         |
| 19 | ジョーゼフ・バーンクイスト   | 1915年12月30日 | 1921年1月5日   | 共和党                 | ジョージ・サリヴァン トーマス・フランクソン                        |
| 20 | J・A・O・プルース            | 1921年1月5日   | 1925年1月6日   | 共和党                 | ルイス・コリンズ                                                   |
| 21 | セオドア・クリスティアンソン | 1925年1月6日   | 1931年1月6日   | 共和党                 | ウィリアム・ノーラン チャールズ・E・アダムズ                       |
| 22 | フロイド・B・オルソン        | 1931年1月6日   | 1936年8月22日  | ミネソタ農民労働党     | ヘンリー・アレンズ コンラッド・ソルバーグ ヒャルマー・ピーターセン |
| 23 | ヒャルマー・ピーターセン     | 1936年8月22日  | 1937年1月4日   | ミネソタ農民労働党     | ウィリアム・B・リチャードソン（代行）                              |
| 24 | エルマー・ベンソン           | 1937年1月4日   | 1939年1月2日   | ミネソタ農民労働党     | ゴットフリード・リンドステン                                       |
| 25 | ハロルド・スタッセン         | 1939年1月2日   | 1943年4月27日  | 共和党                 | エルマー・アンダーソン エドワード・サイ                            |
| 26 | エドワード・サイ             | 1943年4月27日  | 1947年1月8日   | 共和党                 | アーチー・ミラー エルマー・アンダーソン                            |
| 27 | ルーサー・ヤングダール       | 1947年1月8日   | 1951年9月27日  | 共和党                 | エルマー・アンダーソン                                             |
| 28 | エルマー・アンダーソン       | 1951年9月27日  | 1955年1月2日   | 共和党                 | 空席 アンカー・ネルソン ドナルド・ライト                           |
| 29 | オーヴィル・フリーマン       | 1955年1月5日   | 1961年1月2日   | ミネソタ民主農民労働党 | カール・ロールヴァーグ                                             |
| 30 | エルマー・アンダーセン       | 1961年1月2日   | 1963年3月25日  | 共和党                 | カール・ロールヴァーグ                                             |
| 31 | カール・ロールヴァーグ       | 1963年3月25日  | 1967年1月2日   | ミネソタ民主農民労働党 | アレグザンダー・キース                                             |
| 32 | ハロルド・レヴァンダー       | 1967年1月2日   | 1971年1月4日   | 共和党                 | ジェームズ・ゲッツ                                                 |
| 33 | ウェンデル・アンダーソン     | 1971年1月4日   | 1976年12月29日 | ミネソタ民主農民労働党 | ルディ・パーピッチ                                                 |
| 34 | ルディ・パーピッチ           | 1976年12月29日 | 1979年1月4日   | ミネソタ民主農民労働党 | アレック・オルソン                                                 |
| 35 | アル・クイ                   | 1979年1月4日   | 1983年1月3日   | ミネソタ民主農民労働党 | ルー・ワングバーグ                                                 |
| 36 | ルディ・パーピッチ           | 1983年1月3日   | 1991年1月7日   | ミネソタ民主農民労働党 | マーリーン・ジョンソン                                             |
| 37 | アーン・カールソン           | 1991年1月7日   | 1999年1月4日   | 独立共和党 /共和党     | ジョアネル・ダイステッド ジョアン・ベンソン                        |
| 38 | ジェシー・ヴェンチュラ       | 1999年1月4日   | 2003年1月6日   | 改革党/ ミネソタ独立党 | メイ・シャンク                                                     |
| 39 | ティム・ポーレンティー       | 2003年1月6日   | 2011年1月3日   | 共和党                 | キャロル・モルノウ                                                 |
| 40 | マーク・デイトン             | 2011年1月3日   | 2019年1月7日   | ミネソタ民主農民労働党 | イヴォンヌ・ソロン                                                 |
| 41 | ティム・ウォルツ             | 2019年1月7日   | （現職）       | ミネソタ民主農民労働党 | ペギー・フラナガン                                                 |